# Anna von Welck
Klara Emma Auguste Anna Freiin von Welck (* 24. Oktober 1865 in Groß Krauschen; † 13. April 1925 in Salzwedel) war Äbtissin des Klosters Drübeck.

## Leben
Anna Freiin von Welck wurde als eines von zwölf Kindern am 24. Oktober 1865 in Groß Krauschen bei Bunzlau in die Familie derer von Welck geboren. Ihr Vater war der königlich-sächsische Leutnant Heinrich Freiherr von Welck, Sohn und Erbe von Curt Robert von Welck, Besitzer des Ritterguts Riesa in Sachsen, ihre Mutter Catharine Gräfin von Schlieffen eine Schwester des späteren Chefs des Generalstabs Alfred Graf von Schlieffen.
Anna wuchs in Riesa und Dresden auf und war von 1892 bis 1903 Hofdame der Erbgroßherzogin Pauline von Sachsen-Weimar-Eisenach in Weimar. 
Im Juni 1903 wurde sie Äbtissin des Klosters Drübeck im Nordharz. Als Äbtissin setzte sie sich erfolgreich für eine durchgreifende Reform des traditionellen Klosterlebens ein. Dadurch leistete das Kloster einen praktischen Beitrag zur Lösung des drängenden Problems der sozialen Entwurzelung vieler Frauen, das die Industrialisierung Deutschlands in der zweiten Hälfte des 19. Jahrhunderts verursachte. 
1906 überreichte Kaiser Wilhelm II. ihr den von ihm dem Kloster Drübeck gestifteten Äbtissinnenstab. Kurz darauf, im Februar 1907, verließ Anna Freiin von Welck das Kloster und heiratete den preußischen Generalmajor Bernhard von der Schulenburg. Ihre letzten Jahre verbrachte sie als letzte Herrin der alten Probstey in Salzwedel, wo sie am 13. April 1925 starb.